# Gunnar Höckert
Gunnar Höckert, född 12 februari 1910 i Helsingfors, död 11 februari 1940, var en finlandssvensk långdistanslöpare.
Höckert vann guld på 5 000 m vid OS i Berlin 1936. Senare den säsongen, den 16 september på Stockholm stadion, sprang Höckert hem ett nytt världsrekord i 3 000 meter (8.14,8). En vecka senare, på samma stadium, fick Höckert ett nytt världsrekord på 2 miles (8.57.4) och en vecka senare utjämnade han Jules Ladoumègues världsrekord från den 2 juli 1931 på 2 000 meter med tiden 5.21,8 i Malmö.
Höckert var även år 1935 den första att motta den finlandssvenska bragdmedaljen som på den tiden gick under namnet Idrottsbladets guldmedalj. 
Han stupade den 11 februari 1940 på karelska näset under finska vinterkriget. En bronsbyst av honom avtäcktes på Helsingfors Olympiastadion i februari 1941. Han är begravd på Sandudds begravningsplats i Helsingfors.